# Gewone zoutmelde
Gewone zoutmelde, ook wel obione, (Atriplex portulacoides, synoniem: Halimione portulacoides) is een halofyt die behoort tot de amarantenfamilie (Amaranthaceae). Het is een vaste plant die van nature voorkomt langs de kusten van Eurazië en in delen van Afrika. Het met het water opgenomen zout wordt via haartjes op het blad uitgescheiden, doordat de haartjes met het opgehoopte zout afbreken of openbarsten. De bladeren van de plant smaken naar postelein.

## Determinatie
De sterk vertakte plant wordt 50–150 cm hoog en is aan de voet houtachtig. De gevleugelde of meerkantige stengels zijn bruinachtig. De grijsgroene, dikke, lancetvormige, gaafrandige bladeren zijn behaard met blaashaartjes. In de oksels van de bladeren van de bloeiende stengels zitten korte, niet bloeiende zijstengels.
Gewone zoutmelde bloeit van juli tot oktober met groene tot groengele bloemen, die in kluwens staan. De mannelijke bloemen komen verspreid over de gehele bloeiwijze voor. De vrouwelijke bloemen hebben twee stempels en geen bloemdek. De steel van de vruchtkleppen is veel korter dan de vruchtkleppen (steelblaadjes van de vrouwelijke bloem). De twee- tot drielobbige vruchtkleppen zijn tot bij de top vergroeid, waarbij de middelste lob korter is dan de andere twee. De geelachtige bloeiwijze is een korte, smalle en vrijwel niet bebladerde pluim.
De vrucht is een nootje ingesloten door de vruchtkleppen.
Het aantal chromosomen is 2n = 36.

## Ecologie
De plant komt voor op kwelders op oeverwallen van de kreken.

### Syntaxonomie
Gewone zoutmelde is een kensoort voor de zeeaster-klasse (Asteretea tripolii), een groep van plantengemeenschappen van zilte tot brakke gronden van buitendijkse terreinen in estuaria.